# Chandongja Park
Der Chandongja Park oder auch Chandongcha Park (찬동자 파크) ist ein Multifunktions-Stadion in der nordkoreanischen Stadt Ch’ŏngjin, welche sich in der Provinz Hamgyŏng-pukto befindet. Es wurde 1980 errichtet und bietet Platz für 15.000 Zuschauer. Es wird unter anderem von Fußballverein Chandongja SC als Heimstätte genutzt.